# Chloridolum multiplicatum
Chloridolum multiplicatum är en skalbaggsart som först beskrevs av Maurice Pic 1946.  Chloridolum multiplicatum ingår i släktet Chloridolum och familjen långhorningar. Inga underarter finns listade i Catalogue of Life.